# 上阿尔布拉德
上阿尔布拉德（法語：Arblade-le-Haut，法語發音：[aʁblad lə o]）是法国热尔省的一个市镇，临近下阿尔布拉德，属于孔东区。

## 地理
上阿尔布拉德（43°44'20"N, 0°3'35"W）面积12.2 平方千米，位于法国奧克西塔尼大區热尔省，该省份为法国西南部内陆省份，北起顺时针与洛特-加龙省、塔恩-加龙省、上加龙省、上比利牛斯省、大西洋比利牛斯省和朗德省接壤。
与上阿尔布拉德接壤的市镇（或旧市镇、城区）包括：科佩讷达马尼亚克、拉讷苏比朗、马尼昂、诺加罗、圣格里耶德、圣马丹达马尼亚克、索尔贝特、于尔戈斯。

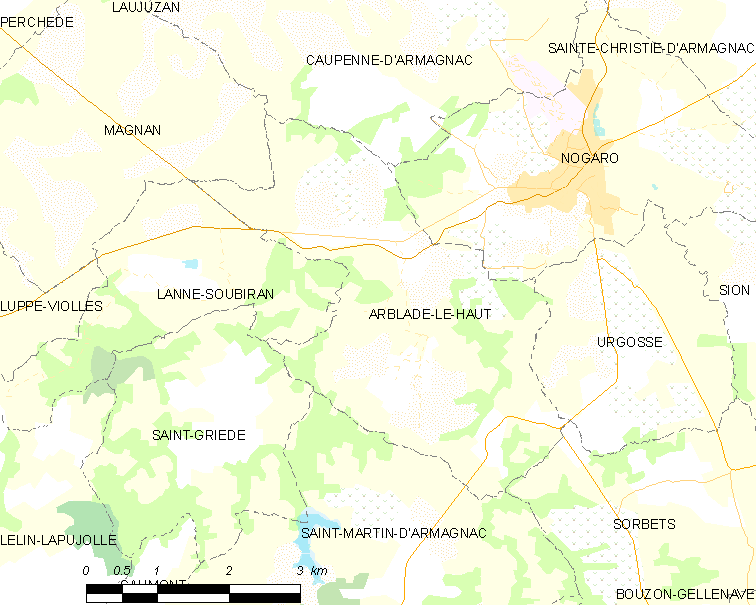
上阿尔布拉德的OSM定位图

上阿尔布拉德的时区为UTC+01:00、UTC+02:00（夏令时）。

## 行政
上阿尔布拉德的邮政编码为32110，INSEE市镇编码为32005。

## 政治
上阿尔布拉德所属的省级选区为大下阿马尼亚克县。

## 人口

1962-2008年间上阿尔布拉德人口变化图示

上阿尔布拉德于2022年1月1日时的人口数量为319人。